# ローゼンボー城

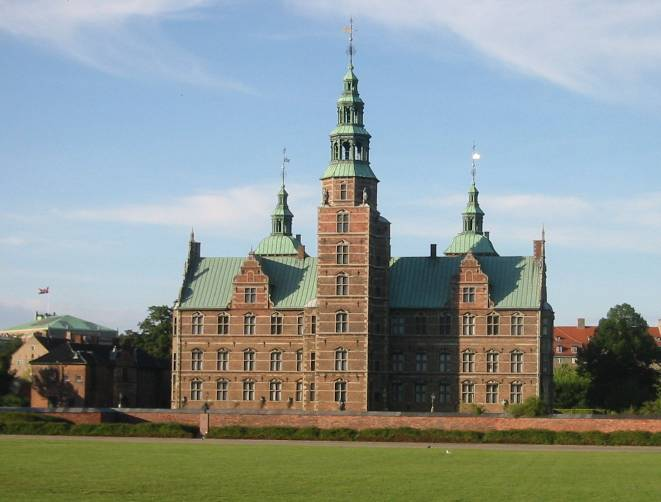
ローゼンボー城

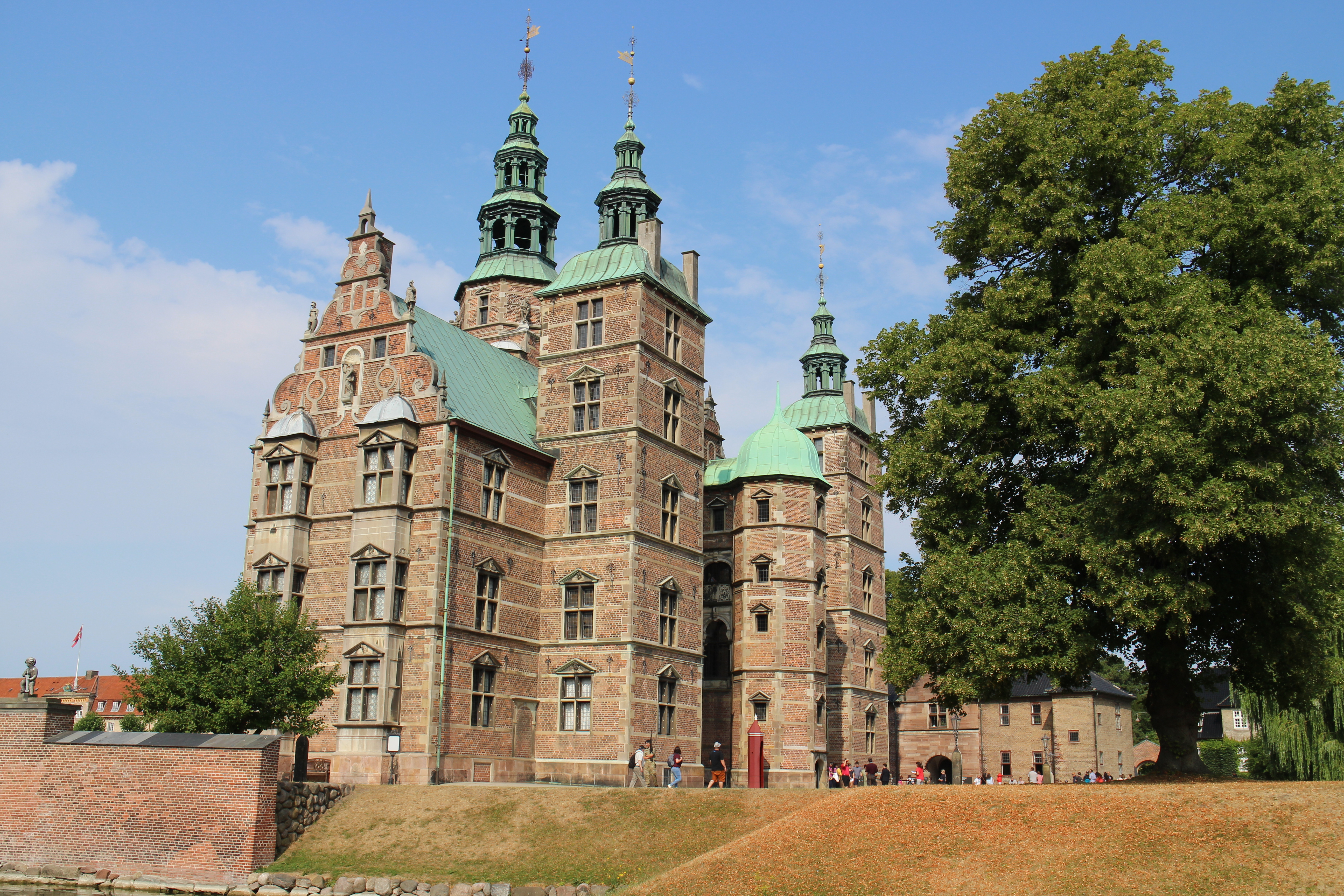
右側から

ローゼンボー城（デンマーク語: Rosenborg Slot）は、デンマークの首都コペンハーゲンの中心部にある小さな城である。デンマーク語発音に準じた日本語表記は「ローセンボー」。
1606年に夏の離宮として造営され、クリスチャン4世の多くの建築計画の一つである。オランダルネサンス様式で建てられ、この時代のデンマークの建造物の典型的なものである。後の時代に増築されていき、1624年に今の状態になった。建築家のベルテル・ランゲ（Bertel Lange）とハンス・ファン・シュテーヴィンケル（Hans van Steenwinckel）が城の建築計画において協力している。
1710年には、この城は摂政によって王室邸宅（レジデンツ）として使用された。フレデリク4世の治世の後、ローゼンボー城がレジデンツとして使われたのは非常時の2回だけ使用された。一度目は、1794年のクリスチャンスボー城の焼失時、二度目は1801年のコペンハーゲンの海戦の時期であった。
城は、現在では国有財産になっており、1838年には一般に開放された。建物はフレデリク2世の時代から19世紀までのデンマーク文化の息吹きをつなぐ芸術品などの王室コレクションを展示する博物館になっている。展示物のいくつかは貴族や王族の所有であったものである。
コペンハーゲン中央部に位置し、路線バスで簡単に訪ねることができる。観光名所となっており、年間250万人が訪れる。観光客にとって人気のある展示は王冠の宝石とデンマークの王笏である。
城は「王の庭園」（Kongens Have）というところに位置し、また「ローゼンボー城庭園」として知られている。これはデンマーク最古の庭園で城郭が建てられる以前にクリスチャン4世によって造営されたルネサンス様式の庭園である。城の隣には近衛兵（Den Kongelige Livgarde）の兵営があり、訓練を行なっている。